# 鍋倉健悦
鍋倉 健悦（なべくら たけよし、1948年8月14日 - ）は、日本の英語教育者、評論家、作家。

## 略歴
東京都生まれ。カンザス州立大学卒業。サンフランシスコ州立大学大学院修士課程修了。慶應義塾大学講師、横浜国立大学講師などを経て、1987年獨協大学外国語学部助教授、のち教授。2014年定年退任。専門は異文化間コミュニケーション。評論・小説・エッセイなど多彩な執筆活動を行う。

## 著書
- 『伏魔殿の鏡 近未来社会からの警告』竹内書店新社 1986
- 『タイム/ニューズウィークキーワード4500』編 ジャパンタイムズ 1986
- 『人間行動としてのコミュニケーション』思索社 1987
- 『これならわかる先端科学の知識』編 竹内書店新社 1987
- 『日本の失敗・アメリカの失敗 経済摩擦の真相』竹内書店新社 1987
- 『たかが結婚・されど結婚 男から独身女性に捧げる20章』編 竹内書店新社 1987
- 『『タイム』でみがく英語』講談社 1988
- 『小説・世界大恐慌へのシナリオ』竹内書店新社 1988
- 『英語の聴き方・話し方』竹内書店新社 1988
- 『君と飲んだサイダーの味 スーパーらいとエッセイ』竹内書店新社 1988
- 『タイム/ニューズウィークキーワード5500』編 ジャパンタイムズ 1989
- 『大聖山岡鉄舟』日本出版放送企画 1991
- 『撃つ!』竹内書店新社 1992（「桜田門外の変」「尊王攘夷派清河八郎の死」「池田屋事変」など）
- 『デイドリーム・ビリーバーの頃 僕たちはみんな何かの夢を追って生きていた バイリンガル物語』竹内書店新社 1992
- 『英語メディアを使いこなす TimeからCNNまで』1994 講談社現代新書
- 『コミュニケーションの英語 知的交流のために』1995 丸善ライブラリー
- 『異文化間コミュニケーション入門』1997 (丸善ライブラリー
- 『江戸ノ頃追憶 過ぎにし物語』彩図社(ぶんりき文庫)2001
- 『古聞異界譚 マイティー・ウォリアーズの物語』彩図社(ぶんりき文庫)2002

### 共編著
- 『しぐさでわかる異文化・異性 ことばのいらないコミュニケーション心理学』渡辺美代子共著 北樹出版 1989
- 『日本人の異文化コミュニケーション』編著 北樹出版 1990
- 『異文化間コミュニケーションへの招待 異文化の理解から異文化との交流に向けて』編著 北樹出版 1998

### 翻訳
- けいはんな編『21世紀への手紙』石黒昭博共訳 平凡社 1991